# Eublemma microptera
Eublemma microptera is een vlinder uit de familie van de spinneruilen (Erebidae). De wetenschappelijke naam van deze soort werd voor het eerst voorgesteld als Porphyrinia microptera door Wilhelm Brandt in een publicatie uit 1939.
De soort komt voor in Iran.